# Anastasia Love Dance
Anastasia Love Dance (reso graficamente come Anastasia <3 Dance) è una trasmissione televisiva italiana per adolescenti trasmessa in prima visione su DeA Kids dal 6 dicembre 2013 all'11 gennaio 2014 e in chiaro su Super! dal 2 al 17 maggio 2017.

## Trama
Tratta delle avventure di un gruppo di amici, frequentanti una prestigiosa scuola di ballo.

## Episodi
| Stagione       | Episodi | Prima TV Italia |
| -------------- | ------- | --------------- |
| Prima stagione | 12      | 2013-2014       |